# セントリー (ロバート・レイノルズ)
セントリー（The Sentry）、またはロバート・"ボブ"・レイノルズ（Robert "Bob" Reynolds）とヴォイド（The Void）は、マーベル・コミック発行のアメリカン・コミックスに登場するスーパーヒーローにしてスーパーヴィランである。ポール・ジェンキンスとジェイ・リーによって創造され、リック・ヴィーチがクレジットされていないコンセプトで貢献し、2000年9月1日に『The Sentry』第1号でデビューした。

## 発行履歴

### 創作
1990年代後半、ポール・ジェンキンスとリック・ヴィーチは、ジェンキンスによる「依存症に悩み、愛犬と固い絆で結ばれたやり手の男」というアイデアを、マーベル・コミックの『Marvel Knights』の企画書に発展させた。ジェンキンスはこのキャラクターを「監視塔を持つ守護者」と考え、（以前“センチュリオン”を検討した後に）“セントリー”という名前を思いついた。ヴィーチはこのキャラクターをマーベル・ユニバースの歴史に織り込み、1940年代以降の各時代のコミックにマッチしたアーティスティックなスタイルで描くことを提案した。またヴィーチは、何らかの大変動によって、（セントリー自身を含む）全ての人の記憶からセントリーに関する全ての記憶が削除されることを提案した。ジェンキンスとヴィーチは、マーベル・ユニバース内でのセントリーの架空の歴史だけでなく、現実世界での架空の出版史を、架空のクリエイター（ポール・ジェンキンスとリック・ヴィーチのアナグラムである“フアン・ピンクルス”と“チック・リヴェット”）と一緒に作ることに決めた。ジェンキンスからこのコンセプトを売り込まれたマーベル・ナイツの編集者ジョー・カザーダは、ジェンキンスが脚本を担当し、以前『インヒューマンズ』のミニシリーズで一緒に仕事をしたことがあるジェイ・リーがアートを担当するミニシリーズを依頼することを決めた。

### 出版
セントリーは2000年にジェンキンスが執筆し、ジェイ・リーが描いたマーベル・ナイツの名を冠するミニシリーズで初めて紹介された。ミニシリーズは第5号まで続き、その後フラッシュバックのワンショットシリーズに移行すると、そこでセントリーはファンタスティック・フォー、スパイダーマン、X-メンのエンジェル、ハルクとチームを組んだ。これらのワンショットは『The Sentry vs. the Void』へと繋がり、ミニシリーズとワンショットのストーリーをまとめる追加ワンショットとなった。2005年、作家のブライアン・マイケル・ベンディスはセントリーを『ニューアベンジャーズ』のメンバーとして再登場させた。セントリーは『ニューアベンジャーズ：ブレイクアウト』第1〜6号で脇役を演じ、『ニューアベンジャーズ：セントリー』第7〜10号の中心人物であった。また、2005年にセントリーは『マイティ・アベンジャーズ』、『ダークアベンジャーズ』にも双方のチームの一員として登場し、またミニシリーズ『The Age of the Sentry』では主人公として登場した。『ダーク・アベンジャーズ』シリーズでは第1号から『シージ』で死亡するまでレギュラーキャラクターとして登場した。
2018年3月6日、このキャラクターにジェフ・レミアが脚本を、ジョシュア・カサラとキム・ジャシントがアートを担当する継続シリーズが与えられることが発表されたが、このシリーズは5号で終了した。
2024年、『キング・イン・ブラック』シリーズ中にロバート・レイノルズが亡くなった後、新たなセントリーが登場する。

## キャラクター経歴

### セントリーとマーベル・ユニバース
中年太りの男性ボブ・レイノルズは、特別な血清により「爆発する太陽100万個分の力」を持つスーパーヒーローセントリーであるが、宿敵ヴォイドが復活しつつあることを知ると、誰もセントリーを覚えていない理由を突き止めるため、著名なマーベル・キャラクターを何人か探し出す。
セントリーから落下への恐怖を克服する方法を教わったウォーレン・ワーシントン3世/エンジェル、セントリーの写真によってピューリッツァー賞と名声を得たピーター・パーカー/スパイダーマン、セントリーの影響下で善の側に立つ者となり、大衆の憧れを勝ち得たハルク、セントリーと親友となったリード・リチャーズ/ミスター・ファンタスティックと彼らと多くの冒険に出かけたファンタスティック・フォーなど、レイノルズとの会話で、ヒーローたちのセントリーやヴォイドに関する記憶が蘇る。一方、一般大衆やレイノルズの昔の相棒であるビリー・ターナーもセントリーのことを徐々に思い出すようになった。
調査の過程で、レイノルズとリチャーズは、ヴォイドが地球を脅かしていた頃、ヒーローたちはセントリーとヴォイドが同一人物の片割れであること、そして世界を救うため、レイノルズは地球上のほぼ全ての人、そして彼自身の記憶さえも消していたことを知った。ヒーローたちがアメリカ東海岸に集結し、襲い来るヴォイドに立ち向かったとき、レイノルズは再び犠牲を払わなければならないことを悟った。機械仕掛けの下僕CLOC、ミスター・ファンタスティック、スティーヴン・ストレンジ/ドクター・ストレンジの助けを借りてレイノルズはもう一度世界中の人々の記憶からセントリーを消した。しかし、ワンショットの最後のコマでは、リチャーズとストレンジの働きにもかかわらず、レイノルズが実際に自分が誰であるかを覚えているかどうかは曖昧なまま終わっている。

### アベンジャーズ
レイノルズは、妻のリンディ・リーを殺害したために刑務所“ラフト”に自発的に投獄される。そこに現れたエレクトロが所内のセキュリティシステムを停止させ、42人の悪党が脱獄する大規模な脱獄を引き起こした。脱獄した悪党の何人かは捕まるが、その間にマット・マードックとの話を経たセントリーはカーネイジから他の数人を守った。

## 能力・スキル

### セントリー
セントリーのパワーはスティーブ・ロジャース/キャプテン・アメリカに使用されたオリジナルの10万倍の強度を持つように設計・改良された超人血清に由来し、自らの原子を現在のタイムラインより存在させられる。
正確な能力やその限界は不明であり、また全能であるとも言われているが、ミズ・マーベルとワンダーマンの助力を得て“ヘリキャリア”を持ち上げたり、地球を踏み潰そうとする“セレスティアル・エキサイター”の足をローグと共に持ち上げて防いだり、後に一人で運んでいるところを目撃されるなど、その力のごく一部を示している。また、ソーと戦って膠着させられるほか、カーネイジを容易くバラバラにした。セントリーはミュータントのエマ・フロストに“アース616”で最も強力なテレパスの一人だと思われており、なぜかローグのミュータント・タッチにも耐性を有し、セントリーはテラックスの斧の柄を難なく折った。ドクター・ドゥームのシールドをいとも簡単に粉砕し、一時期ギャラクタスとも戦い、膠着状態に陥いれた。
セントリーは通常、その力を大きく抑制しているが、時折彼はそれらをさを示した。その中にはアブソービングマンの能力をオーバーロードしたこともあった。弾丸を簡単に回避したり受け止めたりする超人的なスピード、太陽まで数分で往復できる飛行、ジェシカ・ドリュー/スパイダーウーマンのヴェノムブラストや太陽フレアすらも耐えられるほど不死身でもあり、ニック・フューリーは「“S.H.I.E.L.D.”はまだセントリーを殺す方法を見つけていない」と述べているほか、トニー・スターク/アイアンマンのスキャナーでも、セントリーの身体に物理的な弱点が察知できていない。
また、セントリーは鋭い超人的感覚を持っており、彼はかつて対戦相手に、彼の神経中枢を見ることができると言い放ったほか、アメリカにいながらアフリカの蝶の鼓動を聞くことができると断言した。光の放出や、あらゆる物質や源からエネルギーを吸収し無限に供給する能力を持ち、手と目の両方からエネルギーを投射するほか、また、まばゆい閃光の中で瞬時にテレポートする能力も披露している。
更に、自分の記憶を他人の心の中に埋め込むこともできるほか、精神疾患に陥っても、膨大な精神力を駆使してコントロールを維持する。ウルトロンに殺された妻を触れるだけで復活させることまで可能である。
セントリーはかつて太陽の中心部に飛び込んで自殺を図った際に、肉体が破壊した後、数秒以内に完全自己再生能力を実証している。レイノルズとヴォイドの対話によれば、この特殊能力は自動的、不随意的であり、レイノルズやヴォイドのコントロールの及ばないものである。
やがて彼は、自分の力がすべてオーウェン・リース/モルキュールマンの能力に似た能力から派生したものであるらしいことを突き止め、それを使って消滅したかに見えた自分を何度も復活させた
リンディ、CLOC、ヴォイドの会話の中で、セントリーの力は宇宙的な源、あるいはおそらくユダヤ教・キリスト教・イスラム教から来ている可能性がほのめかされ、リンディは、彼の力は「聖書のプロポーションかもしれない」と信じており、ロジャースからヴォイドを止める方法を問い詰められたノーマン・オズボーンも「ヴォイドは“死の天使”だ」と返答した。
セントリーの原子は少し先の未来に存在するため、これは彼が未来、現在、過去に同時に存在していることを意味する。彼の長年の敵であるクラニオは、セントリーの時間操作によって時は曲がり、起こる全ての状況が彼に有利に働くと述べている。

### ヴォイド
ロバート・レイノルズは、彼の力の暗黒の副作用として実体を投影する。
ミュータントのマスターマインドが仕込んだ“マインド・ウイルス”であるとも、ロブ・レイノルズの真の人格であるとも考えられるヴォイドは、『シージ』においてソーを虐殺し、“アスガルド”の街全体を崩壊させ、それに立ち向かうヒーローたちを同時に打ちのめしたほか、“ノーンストーン”の力を持つロキも数秒で倒し、戦いの神アレスをも引き裂くなど、より悪魔的な姿を見せた。
ヴォイドは変身能力を持ち、普段の姿はトレンチコートを着た影のある悪党から巨大な闇のハリケーンまでさまざまである。また、炎の姿や、超強靭なタフネスを持つ装甲の怪物のように、姿に応じた力を発揮する。
天候と闇を操ることで破壊的な嵐と、突き刺された者に過去、現在、未来のトラウマ的なビジョンを見せつける致命的な“インフィニ・テンドリル”を作り出すこともでき、夜間や“ネガティブ・ゾーン”で最も力を発揮し、ハルクの全身の骨を一瞬で砕いて容易に圧倒できる能力を示している。その総合的なスーパーパワーに団結した多数のヒーローたちが対抗するには、相当な努力が必要なほどである。

## チーム
ヴォイドに挑むためにセントリーは、彼の相棒であるビリー・ターナー/スカウト、忠犬ウォッチドッグ、そしてセントリーと対等な存在である女性ジェニー/セントレスとチームを組んだ。

### スカウト
ビリー・ターナーはセントリーの忠実な相棒であり、超人血清を飲むことで、超人的な強さ、スピード、スタミナ、再生治療、飛行など、セントリーと同等のスーパーパワーを得られる。ミスター・ファンタスティックとドクター・ストレンジの助けを借りてヴォイドを阻止し、セントリーが全世界から彼の存在を忘れさせた後、ビリーは母親と暮らし、ファーストフード店で働くという普通の生活を送るようになった。セントリーが初めて再登場したとき、ビリーのスカウトとして活動する頃の記憶がよみがえった。彼は昔のコスチュームに身を包み、ヴォイドに立ち向かうために自由の女神像でセントリーや他の多くのヒーローたちと合流した。セントリーが無名に戻ることを余儀なくされると、ビリーは再び普通の生活に戻った。

### ウォッチドッグ
超強力なウェルシュ・コーギー・ペンブロークであるウォッチドッグは常にセントリーに従い、「Watchdog」という口頭での接頭語の後に「Guard」、「Stay」などの命令を受ける。

## その他のバージョン

### 『エイジ・オブ・アポカリプス』
『エイジ・オブ・アポカリプス』には、ゾンビ化したアース295のセントリーが“ブラック・レギオン”のメンバーとして登場する。

### 『ハウス・オブ・M』
『ハウス・オブ・M』では、アース58163のロバート・レイノルズが少しだけ登場する

### 『マーベル・ゾンビーズシリーズ』
『マーベル・ゾンビーズ』では、因果のループによってゾンビ化した異世界のセントリーが登場する。

### 『The Age of the Sentry』
『The Age of the Sentry』に登場する。

### 『デッドプール・キルラストレイテッド』
本作におけるセントリーが少しだけ登場し、ウェイド・ウィルソン/デッドプールに殺された。

### 『ホワット・イフ?』
セントリーの変種が、『 ホワット・イフ?』の以下の物語に登場する。
- 『What If the Skrulls succeeded in their Secret Invasion?』においてセントリーは、スクラルと“サンダーボルツ”と行動を共にしたが、ソーに殺される[38]。
- 『What If Osborn Won Siege』におけるセントリーは、アレスと数人のヒーローを殺害したが、ドクター・ドゥームがブルズアイをノーマン・オズボーンに敵対させようとして妻のリンディを殺したと暴露するとヴォイドに支配権を握られ、ドゥームとオズボーンらを殺し、地球を破壊する[39]。

## MCU版
『マーベル・シネマティック・ユニバース』では、2025年5月2日公開予定の映画『サンダーボルツ*』で初登場となる。ルイス・プルマンが演じ、日本語吹替は梶裕貴が担当する。

## その他のメディア

### ビデオゲーム
- 『Marvel: Ultimate Alliance 2』（ニンテンドーDS版）：ノーラン・ノースが声をあてた。
- 『MARVEL SNAP』[43][44]

- プレイヤーキャラクターとして登場
  - 『Marvel Super Hero Squad Online』：プレイヤーキャラクターとして登場し、チャーリー・アドラーが声をあてた。
  - 『Marvel: Contest of Champions』[45]
  - 『Marvel Puzzle Quest』[46][47]
  - 『LEGO®マーベル アベンジャーズ』[48]
  - 『Marvel: Future Fight』[49]

### フィギュア
- マーベル・レジェンド：ウォルマート限定のジャイアント・マン・シリーズを通じてフィギュア化。さらに髭を生やしたバージョンも発売された。
- ハズブロ
- アベンジャーズ・インフィニット・シリーズ

### 音楽
下記の楽曲やアーティストのインスピレーションの源となった。
- 『A Million Exploding Suns』（ホース・ザ・バンドの曲）
- セス・セントリー